# The Game Tour
The Game Tour – trasa koncertowa brytyjskiej grupy rockowej Queen, promująca album The Game. Trwała od 30 czerwca 1980 do 25 listopada 1981 i objęła Europę, Amerykę Północną, Japonię i Amerykę Łacińską. Począwszy od etapu europejskiego trasy, zespół włączył do programu również utwory z albumu Flash Gordon.
Gdy 8 grudnia 1980 zastrzelono Johna Lennona, zespół postanowił następnego dnia w hołdzie zamordowanemu artyście wykonać jego przebój „Imagine”. Utwór ten był później jeszcze kilkakrotnie wykonywany na koncertach tej trasy.
Krótko po zakończeniu koncertów w Ameryce Południowej między Wielką Brytanią a Argentyną wybuchła Wojna o Falklandy, przez co zespół musiał odwołać zaplanowane na 1983 następne koncerty na tym kontynencie.
Trasa zakończyła się dwoma specjalnymi koncertami w Montrealu w Kanadzie, które zostały sfilmowane i wydane na kasecie VHS (później również na DVD) jako We Will Rock You, a w 2007 wznowione jako Queen Rock Montreal.

## Programy koncertów

### Pierwszy etap – Ameryka Północna
1. Intro
2. „Jailhouse Rock”
3. „We Will Rock You” (szybka wersja)
4. „Let Me Entertain You”
5. „Play the Game”
6. „Mustapha”
7. „Death on Two Legs”
8. „Killer Queen”
9. „I’m in Love with My Car”
10. „Get Down, Make Love”
11. „Save Me”
12. „Now I’m Here”
13. „Dragon Attack”
14. „Now I’m Here” (kontynuacja)
15. „Fat Bottomed Girls”
16. „Love of My Life”
17. „Keep Yourself Alive”
18. „Instrumental Inferno”
19. „Brighton Rock”
20. „Crazy Little Thing Called Love”
21. „Bohemian Rhapsody”
22. „Tie Your Mother Down”
23. „Another One Bites the Dust”
24. „Sheer Heart Attack”
25. „We Will Rock You”
26. „We Are the Champions”
27. „God Save the Queen” (z taśmy)

Pozostałe utwory (grane nieregularnie):
- „You’re My Best Friend”
- „Need Your Loving Tonight”
- „Somebody to Love”
- „’39” (fragment)

### Drugi etap – Europa
1. Intro
2. „Jailhouse Rock”
3. „We Will Rock You” (szybka wersja)
4. „Let Me Entertain You”
5. „Play the Game”
6. „Mustapha”
7. „Death on Two Legs”
8. „Killer Queen”
9. „I’m in Love with My Car”
10. „Get Down, Make Love”
11. „Save Me”
12. „Now I’m Here”
13. „Dragon Attack”
14. „Now I’m Here” (kontynuacja)
15. „Fat Bottomed Girls”
16. „Love of My Life”
17. „Keep Yourself Alive”
18. „Instrumental Inferno”
19. „Flash”
20. „More of That Jazz”
21. „Brighton Rock”
22. „Crazy Little Thing Called Love”
23. „Bohemian Rhapsody”
24. „Tie Your Mother Down”
25. „Another One Bites the Dust”
26. „Sheer Heart Attack”
27. „We Will Rock You”
28. „We Are the Champions”
29. „God Save the Queen” (z taśmy)

Pozostałe utwory (grane nieregularnie):
- „Battle Theme”
- „Need Your Loving Tonight”
- „Imagine”

### Trzeci etap – Japonia
1. Intro
2. „Jailhouse Rock”
3. „We Will Rock You” (Fast)
4. „Let Me Entertain You”
5. „Play the Game”
6. „Mustapha”
7. „Death on Two Legs”
8. „Killer Queen”
9. „I’m in Love with My Car”
10. „Get Down Make Love”
11. „Save Me”
12. „Now I’m Here”
13. „Dragon Attack”
14. „Now I’m Here” (kontynuacja)
15. „Fat Bottomed Girls”
16. „Love of My Life”
17. „Keep Yourself Alive”
18. „Instrumental Inferno”
19. „Battle Theme”
20. „Flash”
21. „More of That Jazz”
22. „Crazy Little Thing Called Love”
23. „Bohemian Rhapsody”
24. „Tie Your Mother Down”
25. „Another One Bites the Dust”
26. „Sheer Heart Attack”
27. „We Will Rock You”
28. „We Are the Champions”
29. „God Save the Queen” (z taśmy)

Pozostałe utwory (grane nieregularnie):
- „Need Your Loving Tonight”
- „Rock It (Prime Jive)”
- „Vultan’s Theme”
- „Teo Torriatte (Let Us Cling Together)”
- „The Millionaire Waltz” (intro, tylko w Tokio 18 lutego)

### Czwarty etap – Ameryka Południowa
1. Intro
2. „We Will Rock You” (szybka wersja)
3. „Let Me Entertain You”
4. „Play the Game”
5. „Somebody to Love”
6. „Mustapha”
7. „Death on Two Legs”
8. „Killer Queen”
9. „I’m in Love with My Car”
10. „Get Down Make Love”
11. „Need Your Loving Tonight”
12. „Save Me”
13. „Now I’m Here”
14. „Dragon Attack”
15. „Now I’m Here” (kontynuacja)
16. „Fat Bottomed Girls”
17. „Love of My Life”
18. „Keep Yourself Alive”
19. „Instrumental Inferno”
20. „Flash”
21. „More of That Jazz”
22. „Crazy Little Thing Called Love”
23. „Bohemian Rhapsody”
24. „Tie Your Mother Down”
25. „Another One Bites the Dust”
26. „Sheer Heart Attack”
27. „We Will Rock You”
28. „We Are the Champions”
29. „God Save the Queen” (z taśmy)

Pozostałe utwory (grane nieregularnie):
- „Jailhouse Rock”
- „Rock It (Prime Jive)”

### Gluttons for Punishment (Ameryka Łacińska)
1. Intro
2. „We Will Rock You” (szybka wersja)
3. „Let Me Entertain You”
4. „Play the Game”
5. „Somebody to Love”
6. „Killer Queen”
7. „I’m in Love with My Car”
8. „Get Down Make Love”
9. „Save Me”
10. „Now I’m Here”
11. „Dragon Attack”
12. „Now I’m Here” (kontynuacja)
13. „Fat Bottomed Girls”
14. „Love of My Life”
15. „Keep Yourself Alive”
16. „Instrumental Inferno”
17. „Flash”
18. „More of That Jazz”
19. „Crazy Little Thing Called Love”
20. „Bohemian Rhapsody”
21. „Tie Your Mother Down”
22. „Another One Bites the Dust”
23. „Sheer Heart Attack”
24. „We Will Rock You”
25. „We Are the Champions”
26. „God Save the Queen” (z taśmy)

Pozostałe utwory (grane nieregularnie):
- „Jailhouse Rock”
- „Need You Loving Tonight”
- „Battle Theme” (tylko w Puebla, 18 października)

### We Will Rock You (Montreal)
1. Intro
2. „We Will Rock You” (szybka wersja)
3. „Let Me Entertain You”
4. „Play the Game”
5. „Somebody to Love”
6. „Killer Queen”
7. „I’m in Love with My Car”
8. „Get Down Make Love”
9. „Save Me”
10. „Now I’m Here”
11. „Dragon Attack”
12. „Now I’m Here” (kontynuacja)
13. „Love of My Life”
14. „Under Pressure”
15. „Keep Yourself Alive”
16. solo na perkusji i kotły
17. solo na gitarze
18. „Flash”
19. „The Hero”
20. „Crazy Little Thing Called Love”
21. „Jailhouse Rock”
22. „Bohemian Rhapsody”
23. „Tie Your Mother Down”
24. „Another One Bites the Dust”
25. „Sheer Heart Attack”
26. „We Will Rock You”
27. „We Are the Champions”
28. „God Save the Queen” (z taśmy)

## Daty koncertów
| Data                                       | Miasto        | Kraj              | Miejsce                             |
| ------------------------------------------ | ------------- | ----------------- | ----------------------------------- |
| Pierwszy etap – Ameryka Północna           |               |                   |                                     |
| 30 czerwca 1980                            | Vancouver     | Kanada            | PNE Coliseum                        |
| 1 lipca 1980                               | Seattle       | Stany Zjednoczone | Coliseum                            |
| 2 lipca 1980                               | Portland      | Stany Zjednoczone | Portland Coliseum                   |
| 5 lipca 1980                               | San Diego     | Stany Zjednoczone | Sports Arena                        |
| 6 lipca 1980                               | Phoenix       | Stany Zjednoczone | Compton Terrace                     |
| 8, 9, 11 i 12 lipca 1980                   | Los Angeles   | Stany Zjednoczone | Los Angeles Forum                   |
| 13 i 14 lipca 1980                         | Oakland       | Stany Zjednoczone | Oakland Coliseum                    |
| 6 sierpnia 1980                            | Baton Rouge   | Stany Zjednoczone | Riverside Centroplex                |
| 8 sierpnia 1980                            | Oklahoma City | Stany Zjednoczone | Myriad                              |
| 9 sierpnia 1980                            | Dallas        | Stany Zjednoczone | Reunion Arena                       |
| 10 sierpnia 1980                           | Houston       | Stany Zjednoczone | Houston Summit                      |
| 12 sierpnia 1980                           | Atlanta       | Stany Zjednoczone | Omni Coliseum                       |
| 13 sierpnia 1980                           | Charlotte     | Stany Zjednoczone | Charlotte Coliseum                  |
| 14 sierpnia 1980                           | Greensboro    | Stany Zjednoczone | Greensboro Coliseum                 |
| 16 sierpnia 1980                           | Charleston    | Stany Zjednoczone | Charleston Civic Center             |
| 17 sierpnia 1980                           | Cincinnati    | Stany Zjednoczone | Riverfront Coliseum                 |
| 20 sierpnia 1980                           | Hartford      | Stany Zjednoczone | Hartford Civic Center               |
| 22 sierpnia 1980                           | Filadelfia    | Stany Zjednoczone | The Spectrum                        |
| 23 sierpnia 1980                           | Baltimore     | Stany Zjednoczone | Baltimore Civic Center              |
| 24 sierpnia 1980                           | Pittsburgh    | Stany Zjednoczone | Pittsburgh Civic Arena              |
| 26 sierpnia 1980                           | Providence    | Stany Zjednoczone | Providence Civic Center             |
| 27 sierpnia 1980                           | Portland      | Stany Zjednoczone | Cumberland County Civic Center      |
| 29 sierpnia 1980                           | Montreal      | Kanada            | Montreal Forum                      |
| 30 sierpnia 1980                           | Toronto       | Kanada            | CNE                                 |
| 31 sierpnia 1980                           | Rochester     | Stany Zjednoczone | War Memorial Arena                  |
| 10 września 1980                           | Milwaukee     | Stany Zjednoczone | M.E.C.C.A. Arena                    |
| 11 września 1980                           | Indianapolis  | Stany Zjednoczone | Market Square Arena                 |
| 12 września 1980                           | Kansas City   | Stany Zjednoczone | Kemper Arena                        |
| 13 września 1980                           | Omaha         | Stany Zjednoczone | Omaha Civic Auditorium              |
| 14 września] 1980                          | Saint Paul    | Stany Zjednoczone | St. Paul Civic Center               |
| 16 września 1980                           | Ames          | Stany Zjednoczone | Hilton Coliseum                     |
| 17 września 1980                           | Saint Louis   | Stany Zjednoczone | Checkerdome                         |
| 19 września 1980                           | Rosemont      | Stany Zjednoczone | Rosemont Horizon                    |
| 20 września 1980                           | Detroit       | Stany Zjednoczone | Joe Louis Arena                     |
| 21 września 1980                           | Richfield     | Stany Zjednoczone | Richfield Coliseum                  |
| 23 września 1980                           | Glens Falls   | Stany Zjednoczone | Glens Falls Civic Center            |
| 24 września 1980                           | Syracuse      | Stany Zjednoczone | War Memorial Auditorium             |
| 26 września 1980                           | Boston        | Stany Zjednoczone | Boston Garden                       |
| 27, 28, 29 i 30 września 1980              | Nowy Jork     | Stany Zjednoczone | Madison Square Garden               |
| Drugi etap – Europa                        |               |                   |                                     |
| 23 listopada 1980                          | Zurych        | Szwajcaria        | Hallenstadion                       |
| 25 listopada 1980                          | Paryż         | Francja           | Le Bourget La Rotonde               |
| 26 listopada 1980                          | Kolonia       | RFN               | Sporthalle                          |
| 27 listopada 1980                          | Lejda         | Holandia          | Groenoordhallen                     |
| 29 listopada 1980                          | Essen         | RFN               | Grugahalle                          |
| 30 listopada 1980                          | Berlin        | RFN               | Deutschlandhalle                    |
| 1 grudnia 1980                             | Brema         | RFN               | Stadthalle                          |
| 5 i 6 grudnia 1980                         | Birmingham    | Anglia            | National Exhibition Centre          |
| 8, 9 i 10 grudnia 1980                     | Londyn        | Anglia            | Wembley Arena                       |
| 12 i 13 grudnia 1980                       | Bruksela      | Belgia            | Forest National                     |
| 14 grudnia 1980                            | Frankfurt     | RFN               | Festhalle                           |
| 16 grudnia 1980                            | Strasburg     | Francja           | Hall Rh                             |
| 18 grudnia 1980                            | Monachium     | RFN               | Olympiahalle                        |
| Trzeci etap – Japonia                      |               |                   |                                     |
| 12, 13, 16, 17 i 18 lutego 1981            | Tokio         | Japonia           | Nippon Budōkan                      |
| Czwarty etap – Ameryka Południowa          |               |                   |                                     |
| 28 lutego i 1 marca 1981                   | Buenos Aires  | Argentyna         | Estadio José Amalfitani             |
| 4 marca 1981                               | Mar del Plata | Argentyna         | Estadio José María Minella          |
| 6 marca 1981                               | Rosario       | Argentyna         | Estadio Gigante de Arroyito         |
| 8 marca 1981                               | Buenos Aires  | Argentyna         | Estadio José Amalfitani             |
| 20 i 21 marca 1981                         | São Paulo     | Brazylia          | Estádio do Morumbi                  |
| Gluttons for Punishment (Ameryka Łacińska) |               |                   |                                     |
| 25, 26 i 27 września 1981                  | Caracas       | Wenezuela         | Poliedro de Caracas                 |
| 9 października 1981                        | Monterrey     | Meksyk            | Estadio Universitario de Nuevo Leon |
| 17 i 18 października 1981                  | Puebla        | Meksyk            | Estadio Ignacio Zaragoza            |
| We Will Rock You (Montreal)                |               |                   |                                     |
| 24 i 25 listopada 1981                     | Montreal      | Kanada            | Montreal Forum                      |